# Vasilij Nebenzja
Vasilij Alekseevič Nebenzja (in russo Василий Алексеевич Небензя?; Volgograd, 26 febbraio 1962) è un diplomatico e ambasciatore russo, attuale Rappresentante permanente della Federazione Russa presso le Nazioni Unite.

## Carriera
Vasilij Alekseevič Nebenzja è nato a Volgograd nel 1962 da Aleksej Andreevič Nebenzja (veterano della "grande guerra patriottica" e Vice Segretario del Goskomidzat - Comitato sovietico per la stampa) e Antonina Timofeevna Nebenzya. Trasferitosi a Mosca con la famiglia, si è laureato presso l'Istituto statale per le relazioni internazionali nel 1983, iniziando la carriera diplomatica poco dopo.
Nel 1988 è nominato consigliere dell'ambasciata sovietica in Thailandia, per poi rientrare al Ministero nel 1990. Dal 2000 al 2006 è stato Consigliere presso la Rappresentanza permanente della Federazione Russa alle Nazioni Unite, per poi divenire Vice rappresentante permanente russo prima presso l'Organizzazione mondiale del commercio (2006-2011) ed infine nuovamente presso le Nazioni Unite.
Nominato ambasciatore straordinario e plenipotenziario (massimo grado della gerarchia diplomatica russa), dal 2013 al 2017 è stato Vice Ministro degli Affari Esteri, assistendo Sergej Viktorovič Lavrov.

### Rappresentante permanente della Federazione Russa presso le Nazioni Unite

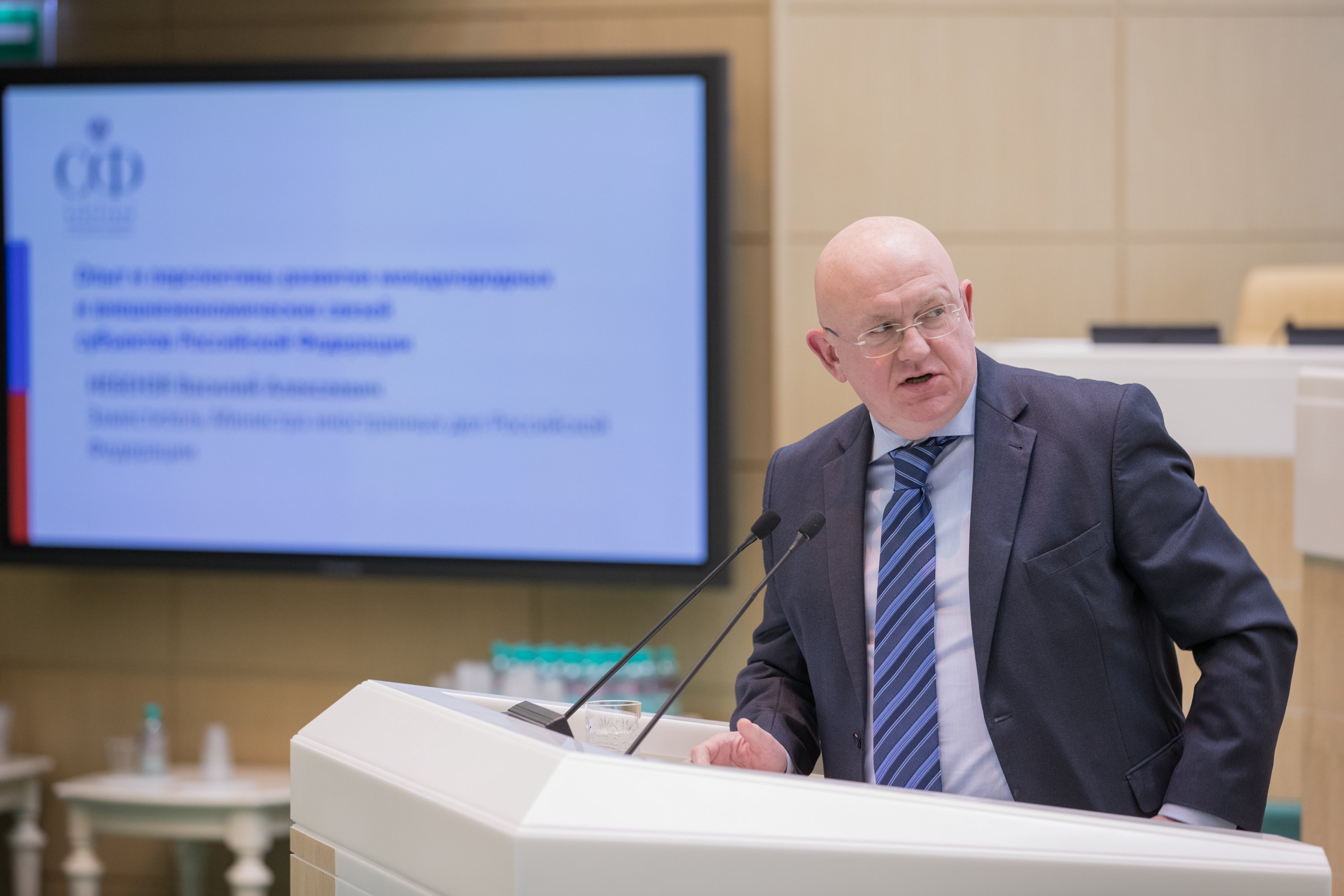
Nebenzya nel 2016

Il 21 aprile 2017 viene proposto come nuovo Ambasciatore della Federazione Russa presso le Nazioni Unite in sostituzione del deceduto Vitalij Čurkin, venendo confermato dall'Assemblea federale il 29 maggio. Entra ufficialmente in carica con la nomina da parte del Presidente Vladimir Vladimirovič Putin il 27 luglio, presentando le proprie lettere credenziali al Segretario generale António Guterres il giorno seguente.
In tale ruolo si è occupato di diverse questioni spinose, come la guerra civile siriana (criticando pesantemente l'operato statunitense in loco, riferendosi in particolar modo ai bombardamenti del 2018), l'avvelenamento di Sergej Skripal' e la crisi presidenziale venezuelana del 2019 (in cui non riconosce l'insediamento di Juan Guaidó).

#### Crisi ucraina
Nel 2017 Nebenzja propone un'operazione di peacekeeping nelle zone del Donbass, oggetto di una guerra civile tra il governo ucraino e le autoproclamate Repubbliche Popolari di Doneck e Lugansk, dichiarando però di non aver trovato il supporto né degli Stati Uniti né dell'Ucraina stessa.
Nel febbraio 2022, durante la Presidenza di turno russa del Consiglio di sicurezza delle Nazioni Unite, la crisi russo-ucraina arriva a inediti livelli di tensione a causa della decisione russa di muovere, nei territori del Donbass, proprie forze militari onde riconoscere l'indipendenza delle due Repubbliche Popolari. Il 24 febbraio, durante una riunione del Consiglio di Sicurezza, il Presidente russo Vladimir Putin annuncia l'inizio di una "operazione militare speciale" per demilitalizzare e "denazificare" l'Ucraina, de facto dando il via a quella che è stata poi condannata internazionalmente come un'autentica invasione dello Stato ucraino. Il giorno seguente Nebenzja, da Presidente di turno del Consiglio di sicurezza, utilizza il suo potere di veto contro una risoluzione che avrebbe condannato l'operato russo, scontrandosi così con l'ambasciatore ucraino Sergiy Kyslytsya. Nei giorni seguenti, Nebenzya continua a difendere la posizione russa sul conflitto, il quale viene continuato ad essere definito come "operazione militare speciale".